# Grammy Award for Best Original Jazz Composition
Der Grammy Award for Best Original Jazz Composition, auf Deutsch „Grammy-Auszeichnung für die beste Original-Jazzkomposition“, war ein Musikpreis, der von 1961 bis 1967 von der amerikanischen Recording Academy im Bereich der Jazzmusik verliehen wurde.

## Geschichte und Hintergrund
Die seit 1959 verliehenen Grammy Awards werden jährlich in zahlreichen Kategorien von der Recording Academy in den Vereinigten Staaten vergeben, um künstlerische Leistung, technische Kompetenz und hervorragende Gesamtleistung ohne Rücksicht auf die Album-Verkäufe oder Chart-Position zu würdigen.
Eine dieser Kategorien war der Grammy Award for Best Original Jazz Composition. Der Preis wurde in den Jahren 1961 bis 1967 an den Komponisten des Musikstücks vergeben und hieß im ersten Jahr noch Grammy Award for Best Jazz Composition of More Than Five Minutes Duration.
| Jahr | Gewinner                  | Nationalität              | Komposition                  | Künstler            | Nominierte | Bild des/der Gewinner(s) |
| ---- | ------------------------- | ------------------------- | ---------------------------- | ------------------- | ---------- | ------------------------ |
| 1961 | Gil Evans und Miles Davis | Kanada Vereinigte Staaten | Sketches of Spain            | Miles Davis         |            |                          |
| 1962 | Galt MacDermot            | Kanada                    | African Waltz                | Cannonball Adderley |            |                          |
| 1963 | Vince Guaraldi            | Vereinigte Staaten        | Cast Your Fate to the Wind   | Vince Guaraldi Trio |            |                          |
| 1964 | Steve Allen und Ray Brown | Vereinigte Staaten        | Gravy Waltz                  | Steve Allen         |            |                          |
| 1965 | Lalo Schifrin             | Argentinien               | The Cat                      |                     |            |                          |
| 1966 | Lalo Schifrin             | Argentinien               | Jazz Suite on the Mass Texts | Paul Horn           |            |                          |
| 1967 | Duke Ellington            | Vereinigte Staaten        | In the Beginning God         |                     |            |                          |